# Jimmy Karlsson
Jimmy Rune Sören Karlsson, född 14 maj 1957 i Motala, är en svensk filmregissör, manusförfattare och filmproducent. Han har en fil.mag.-examen i filmvetenskap och filosofi. Han har även genomgått en TV-producentutbildning.

## Regi
- 1991 - Grodlarven
- 2003 – Sprickorna i muren

## Manus
- 1991 - Grodlarven
- 1997 - Chock. Liftarflickan
- 1997 - ... och barnen i äppelträdet
- 1997 – Under ytan
- 2000 – Dubbel-8
- 2001 – Så vit som en snö
- 2003 – Sprickorna i muren
- 2005 - Den bästa av mödrar
- 2013 – Lärjungen

## Producent
- 1989 - Vinden
- 1989 - Vart skall jag fly för ditt ansikte?
- 1990 – Greger Olsson köper en bil
- 1991 - Grodlarven